# 陈云龙
陈云龙（1952年5月—），浙江杭州人。中华人民共和国政治人物。

## 生平
第十一届、十二届全国人大代表，曾任浙江省人民检察院检察长。十二届全国人大一次会议上，有一位人大代表另选他为最高人民检察院检察长（当选者为曹建明）。2008年起担任全国人大代表。
2016年1月14日，浙江省十二届人大常委会第二十六次会议决定接受陈云龙辞去省人民检察院检察长职务。2016年2月26日第十二届全国人民代表大会常务委员会第十九次会议通过批准。